# Antonio Francesco Tenaglia
Antonio Francesco Tenaglia detto anche Tenaglino o Tanaglino (Firenze, 1620 ca. – Roma, ottobre 1672) è stato un compositore, organista e clavicembalista italiano.

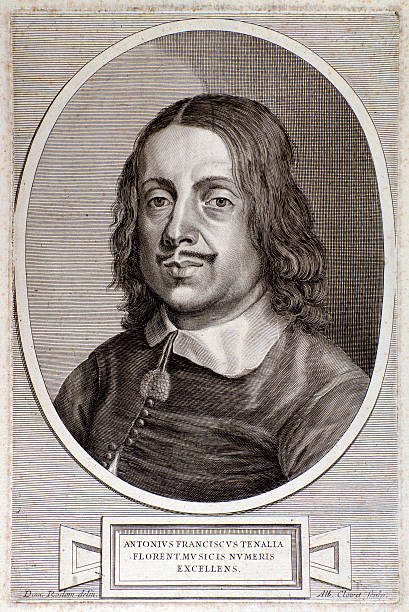
Francesco Antonio Tenaglia

Nacque intorno al 1620 a Firenze. In seguito si trasferì a Roma. Nel settembre 1644 fu assunto al servizio del cardinale Antonio Barberini. 

Nel 1648 era a Bruxelles al servizio dell'arciduca Leopoldo Guglielmo d'Austria, manifestando la sua insoddisfazione per questo incarico.
Fu elogiato come eccellente clavicembalista da Severo Bonini nei Discorsi e regole sopra la musica che lo definì come il migliore "dopo il signor Girolamo [Frescobaldi]". 
Ritornò a Roma nel 1651. In quegli anni ebbe frequenti rapporti con l'abate Elpidio Benedetti, agente del cardinale Giulio Mazzarino a Roma, che si adoperava per inviare musicisti italiani alla corte francese. In una lettera a Mazzarino, del novembre 1654, l'abate Benedetti scrisse che «per accompagnare al cimbalo [Tenaglia] non ha paro, e passa di longa mano il povero sig. Luigi [Rossi]».
A quel tempo potrebbe essere entrato nell'entourage della famiglia Pamphilj.. Nel 1656 compose il "dramma in musica rappresentato da tre damigelle" Il giudizio di Paride, su libretto di Giovanni Lotti, eseguito a palazzo Pamphilj in onore della regina Cristina di Svezia. Nel 1660 era al servizio del principe Camillo Pamphilj e più tardi, da ottobre 1668 a gennaio 1669, del di lui figlio Giovanni Battista.
Nel 1661, compose l'opera Il Clearco, su libretto di Ludovico Cortesi, rappresentata a Roma in onore del principe Agostino Chigi, nipote del pontefice Alessandro VII.
Fu organista della basilica di San Giovanni in Laterano da giugno 1667 fino a ottobre 1672, quando probabilmente morì.
Tenaglia fu già ai suoi tempi un apprezzato compositore di cantate. Ne sopravvivono 67 a voce sola, 8 a due voci e 1 a tre voci a lui attribuite. Benché abbia avuto grande fama come clavicembalista, non si conoscono sue composizioni per tastiera.